# أكسل ميركس
أكسل ميركس مواليد 8 أغسطس 1972 في بلجيكا، هو دراج بلجيكي سابق في صنف سباق الدراجات على الطريق. سبق أن شارك في دورة الألعاب الأولمبية الصيفية وفاز بميدالية أولمبية.

## سجل النتائج

### سباقات أو مراحل فاز بها
- طواف إيطاليا

### المراكز
- حقق المركز الـ 10 في سباق طواف فرنسا 1998

## الميداليات
| الميدالية | المسابقة                       |
| --------- | ------------------------------ |
| برونزية   | الألعاب الأولمبية الصيفية 2004 |

## روابط خارجية
- أكسل ميركس على موقع الاتحاد الدولي للدراجات (الإنجليزية)
- أكسل ميركس على موقع أرشيف الدراجات (الإنجليزية)
- أكسل ميركس على موقع إحصائيات الدراجات الإحترافية (الإنجليزية)
- أكسل ميركس على موقع نسبة الدراجات (الإنجليزية)
- أكسل ميركس على موقع CycleBase (الإنجليزية)
- أكسل ميركس على موقع أوليمبيديا (الإنجليزية)